# Christian Lassen
Christian Lassen (22 de outubro de 1800 - 8 de maio de 1876) foi um orientalista e indologista alemão, pioneiro cientifico em diferentes campos da investigação filológica. Nascido na Noruega, foi professor de língua e literatura indiana antiga na alemã Universidade de Bonn.

## Biografia
Lassen nasceu em Bergen, Noruega, mudando-se para a Alemanha após seus estudar na Universidade de Oslo. Continuou sua educação na Universidade de Heidelberg e na Universidade de Bonn, onde adquiriu conhecimentos de sânscrito . Viveu três anos entre Paris e Londres, dedicando-se a copiar e reunir manuscritos e materiais para pesquisas futuras, especialmente com referência ao drama e filosofia hindus . Durante este período, publicou sua primeira obra, Essai sur le Pâli (Paris, 1826), em conjunto com Eugène Burnouf.
Em seu retorno a Alemanha, estudou árabe, e obteve o grau de Ph.D., sendo logo após recebendo o título de Privatdozent. Em 1830 foi nomeado professor extraordinário e em 1840 ordinário de língua e literatura indiana antiga. O pesquisador permaneceu na Universidade de Bonn até o fim de sua vida, em 1876.[carece de fontes?]